# Cratere Rypin
Rypin  è un cratere sulla superficie di Marte.